# František z Thun-Hohensteinu
František Josef hrabě z Thun-Hohensteinu (německy Franz Joseph Graf von und zu Thun-Hohenstein; 27. července 1826 Choltice – 30. července 1888 Schwaz) byl česko-rakouský šlechtic a rakousko-uherský generál. V c. k. armádě sloužil od roku 1844 a vyznamenal se v několika válkách, mimo jiné byl v Itálii pobočníkem maršála Radeckého. V roce 1864 převzal velení rakouského dobrovolnického sboru v Mexickém císařství, získal hodnost generálmajora mexické armády a svými aktivitami podporoval ambice císaře Maxmiliána. Po fiasku mexického tažení se vrátil do Rakouska a byl velitelem různých jednotek, nakonec zastával funkci zemského velitele Tyrolsku (1874–1883). V armádě dosáhl hodnosti polního zbrojmistra (1881), aktivní službu opustil ze zdravotních důvodů v roce 1883. 

## Životopis

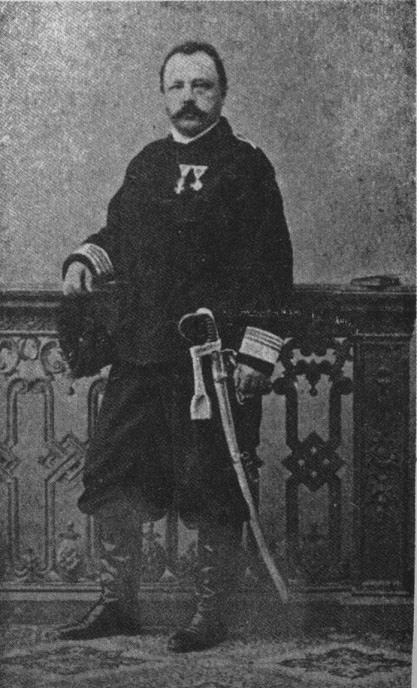
František Josef Thun-Hohenstein

Pocházel ze starého šlechtického rodu Thun-Hohensteinů, patřil k tzv. choltické větvi. Narodil se na zámku v Cholticích jako čtvrtý syn hraběte Jana Nepomuka z Thun-Hohensteinu (1785–1861) a jeho manželky Nicolasiny, rozené hraběnky Bailletové de la Tour (1788–1840), po matce byl vnukem generála Maximiliena Baillet-Latoura (1737–1806), vojevůdce rakouské armády v době francouzských revolučních válek. Jeho bratr Theodor Karel byl poslancem rakuoské Říšské rady.
František Josef vstoupil do armády jako kadet v roce 1844 k pěšímu pluku č. 28 a brzy dosáhl hodnosti poručíka. V revolučních letech 1848–1849 bojoval v Itálii (první italská válka za nezávislost) a byl zajat při obraně Milána. Po propuštění se ještě v roce 1848 zúčastnil obléhání revoluční Vídně, v roce 1849 byl zraněn v bitvě u Novary a byl povýšen do hodnosti kapitána. 
V padesátých letech byl jako major ordonančním důstojníkem a osobním pobočníkem maršála Radeckého v Itálii, formálně byl tehdy příslušný k 1. pěšímu pluku v Opavě. Po Radeckého úmrtí (1858) převzal velení praporu u 49. pěšího pluku. Znovu se vyznamenal ve válce se Sardinií a účastnil se bitvy u Solferina (1859). Během roku 1859 byl v rychlém sledu povýšen na podplukovníka a plukovníka a po válce se stal velitelem 9. pěšího pluku.

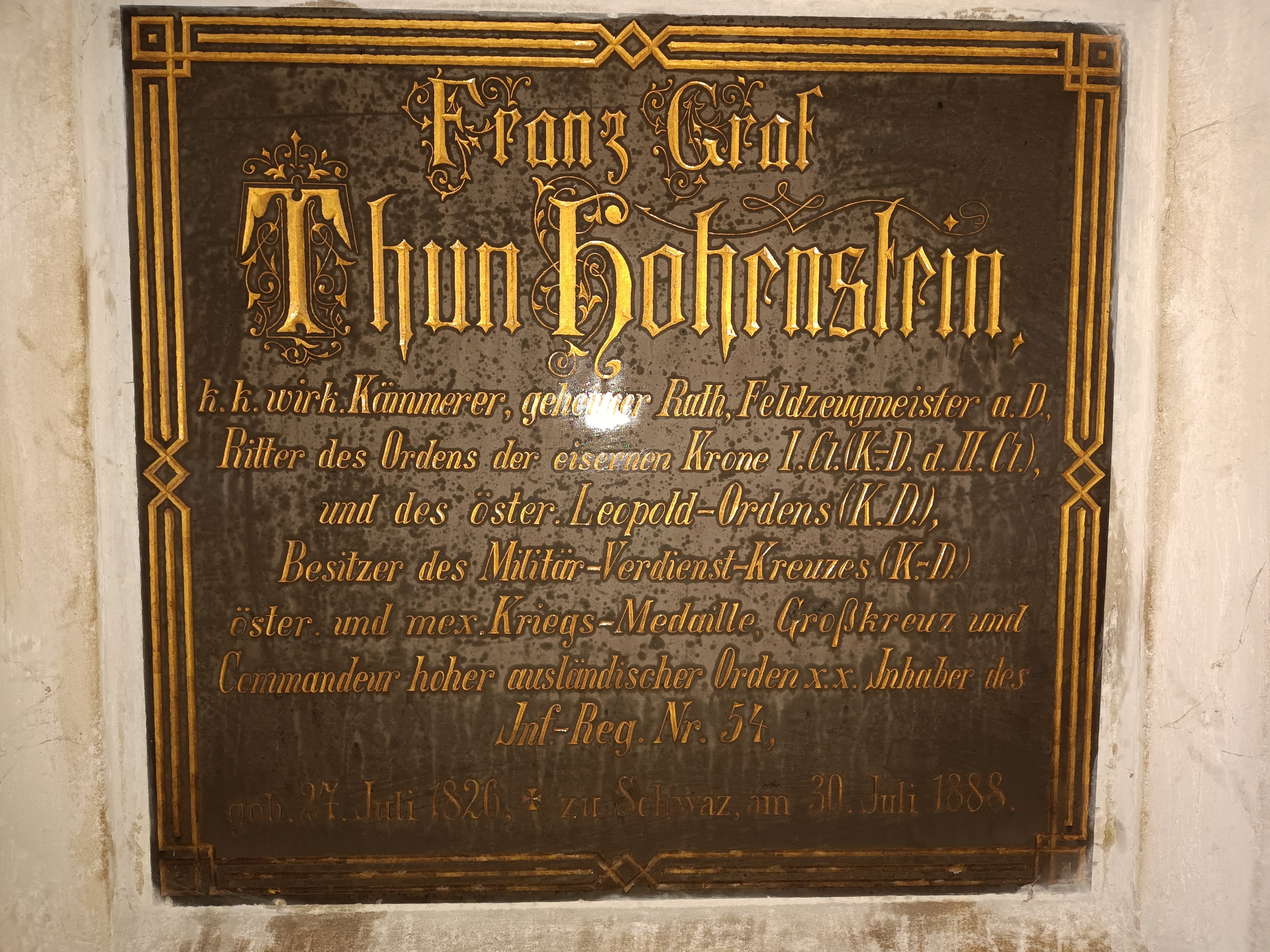
Náhrobní deska Františka Thun-Hohensteina v rodové hrobce v Cholticích

Na osobní žádost arcivévody Maxmiliána přijal nabídku na velení vojenského sboru v Mexiku, který měl podpořit francouzskou armádu v mexické občanské válce (1864). Thun byl jmenován generálmajorem mexické armády a na přelomu let 1864–1865 přepravil do Mexika téměř sedmitisícový kontingent dobrovolníků různých národností z celé monarchie. Po příjezdu do Mexika umístil Thun svůj štáb ve městě Puebla a v čele svého rakousko-belgického sboru bojoval se střídavými úspěchy proti jednotkám Benita Juáreze. Maxmiliánovo mexické dobrodružství se ale záhy proměnilo v sérii neúspěchů a po změně v celkové politické konstelaci nakonec skončilo jeho porážkou a popravou (1867). Thun se do sporů s Maxmiliánem dostal již v roce 1866, konflikty měl i s francouzským vrchním velitelem maršálem Bazainem a v již létě 1866 se vrátil zpět do Rakouska.
V rakouské armádě byl povýšen na generálmajora (1867) a převzal velení brigády v Budapešti, již o rok později byl přeložen do Innsbrucku. Poté krátce sloužil v Tridentu a v roce 1871 se stal velitelem 25. pěší divize ve Vídni. V roce 1873 byl povýšen do hodnosti polního podmaršála a stal se velitelem 8. pěší divize v Innsbrucku, zároveň byl velitelem c. k. zeměbrany pro Tyrolsko. K datu 1. listopadu 1881 dosáhl hodnosti polního zbrojmistra a v Innsbrucku zůstal i po reorganizaci armády jako velitel 14. armádního sboru (1883).
V Tyrolsku se uplatnil mimo jiné i v civilní správě a proslul především organizací záchranných prací při povodních v letech 1882–1883. Ze zdravotních důvodů rezignoval na velení armádního sboru v prosinci 1883 a do aktivní služby se již nevrátil. Penzionován byl k datu 1. února 1887.
František Josef z Thun-Hohensteinu zemřel krátce po svých 62. narozeninách 30. července 1888 v tyrolském Schwazu. Pohřben byl o týden později (5. srpna 1888) v rodové hrobce v Cholticích.

## Tituly a ocenění

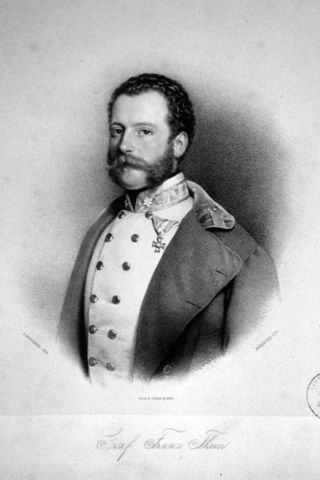
Plukovník František Josef z Thun-Hohensteinu

V roce 1854 byl jmenován c. k. komořím a v roce 1878 získal titul c. k. tajného rady s nárokem na oslovení Excelence. Od roku 1877 byl čestným majitelem pěšího pluku č. 54 dislokovaného v Olomouci. Během vojenské kariéry obdržel řadu vyznamenání v Rakousku-Uhersku i od zahraničních panovníků.

### Rakousko-Uhersko
- Vojenský záslužný kříž s válečnou dekorací (1850)
- rytířský kříž Leopoldova řádu s válečnou dekorací (1859)
- Řád železné koruny II. třídy s válečnou dekorací (1866)
- Řád železné koruny I. třídy (1883)

### Zahraničí
- velkokříž Císařského řádu Guadalupe (Mexické císařství)
- Řád svaté Anny I. třídy (Rusko)
- Řád červené orlice I. třídy (Prusko)
- rytíř Řádu svatého Josefa (Toskánsko)
- velkokříž Řádu sv. Mořice a Lazara (Itálie)
- velkokříž Řádu italské koruny
- velkokříž Řádu svatého Řehoře Velikého (Papežský stát)
- Řád Pia IX. (Papežský stát)
- komtur Řádu sv. Michaela (Bavorsko)
- rytíř Řádu Albrechtova (Sasko)
- Řád Fridrichův (Württembersko)
- Domácí řád vendické koruny (Meklenbursko)
- rytíř Řádu Filipa Velkomyslného (Hesensko)
- Řád lva a slunce I. třídy (Persie)

## Rodina
V roce 1877 se v Innsbrucku oženil s princeznou Augustou Evženií z Urachu (1842–1916) z vedlejší linie panovnické dynastie Württembergů, která byla již vdovou po hraběti Rudolfu Enzenbergovi a z prvního manželství měla tři děti. Augusta byla později c. k. palácovou dámou a dámou Řádu hvězdového kříže. Z manželství se narodily dvě děti, syn Konstantin (1878–1962) sloužil za první světové války jako major v armádě, dcera Marie Augusta (1879–1958) byla manželkou italského šlechtice hraběte Cajetana Francesca Forniho.
Františkův nejstarší bratr Theodor Karel (1815–1881) byl dědicem velkostatku Choltice, krátce sloužil v armádě a byl také poslancem českého zemského sněmu. Další bratr Konstantin (1821–1876) dosáhl v armádě hodnosti generálmajora a byl komturem Řádu německých rytířů. Jejich sestry Terezie (1812–1874), Žofie (1814–1867) a Nikolasina (1817–1885) kvůli značnému zadlužení rodiny zůstaly neprovdané a byly nadačními dámami Tereziánského ústavu šlechtičen v Praze.